# Amblydoras
Amblydoras es un género de peces actinopeterigios de agua dulce, distribuidos por ríos y lagos del norte y este de América del Sur.

## Especies
Existen cinco especies reconocidas en este género:
- Amblydoras affinis (Kner, 1855)
- Amblydoras bolivarensis (Fernández-Yépez, 1968)
- Amblydoras gonzalezi (Fernández-Yépez, 1968)
- Amblydoras monitor (Cope, 1872)
- Amblydoras nauticus (Cope, 1874)

Además, existe una reciente discusión taxonómica sobre una sexta especie en el género:
- Amblydoras hancockii (Cuvier y Valenciennes, 1840),[4] que algunos autores la reconocen como sinónimo de Platydoras hancockii (Valenciennes, 1840).[5]